# Oxgas
Oxgas AB är en svenskt företag som äger och driver en mottagnings- och omlastningsanläggning för flytande naturgas (LNG) i Oxelösunds hamn. 
Oxgas är ett helägt dotterbolag till Oxelösunds hamn AB, som ägs av Oxelösunds kommun och Svenskt Stål AB (SSAB) i lika delar. Oxgas uppför (2022) en LNG-terminal i Oxelösunds hamn, som är inriktad på att förse SSAB:s anläggningar SSAB Oxelösund i Oxelösund och SSAB Tunnplåt AB i Borlänge med naturgas. Transporten mellan Oxelösund och Borlänge sker på järnväg.
LNG-terminalen avses få en lagringskapacitet på 30.000 ton LNG i en 45 meter hög tank.